# Szemet
Szemet (szlovákul Kalinkovo, németül Semethdorf) község Szlovákiában, a Pozsonyi kerületben, a Szenci járásban.

## Fekvése
Pozsonytól 20 km-re délkeletre, a Duna bal partjának közelében fekszik.

## Története
A települést 1288-ban „Scemet” alakban említik először.   pozsonyi királyi váruradalomhoz tartozott. Következő említése 1306-ban történt Hertlin pozsonyi bíró, valamint a Szentgyörgyi és Bazini grófok közti birtokvitával kapcsolatban. A pozsonyi káptalan levéltárában már 1332 március 12.-iki okiratában említve van Péternek, Zemeth bírójának özvegye, aki Récsén egy szőlőt bírt elhunyt férje után. Ez volt a falu első ismert bírója ,,Petrus, villicus de Zemeth". 1336-ban Guthori János és a bazini Sebus között a pozsonyi káptalan előtt lefolytatott vitával kapcsolatban említik. 1343-ban "Zemeth", 1351-ben " Oudarnukzemet" alakban említik, lakói királyi udvarnokok voltak. Később a település a Szentgyörgyi és Bazini grófok birtoka lett, akik a Felvidék nyugati részének egyik legnagyobb birtokosai voltak. 1358-ban Dénesd határleírásában is említik. A 16. század közepén a birtok a Mérey és Serédy családoké lett. A század folyamán felerősödtek a török rajtaütések, de a település nem szenvedett nagyobb károkat és még a 17. században sem adózott a töröknek. 1828-ban 64 házában 409 lakos élt. 1864-ben egy tűzvészben csaknem az egész falu leégett. Többször pusztított a kolera is a településen.
A falu régi temploma 1250 körül épült téglaépület volt, melyet a 16. században bővítettek. A templom 1864-ben a tűzvész során súlyosan megrongálódott, ezért a falu a 20. század elején elhatározta, hogy új templomot épít helyette. Az új templom alapkövét 1929 augusztus 11.-én tették le. Miután az új templom 1930-ra felépült, a régi templomot 1936-ban lebontották.
Vályi András szerint " SZEMET. Magyar falu Pozsony Várm. az Éberhárdi Uradalomhoz tartozik; lakosai katolikusok, fekszik az öreg Duna mellett, Dienesdi, és Misendi faluknak szomszédságjokban. (Gróf Apponyinak, B. Jeszenáknak, Gr. Pálfynak Konyhája; Gr. Balassának, Gr. Illésházynak Szemettyek; Hg. Grazsalkovicsnak Csömörje; ’s Gróf Feketének Fóttya: jó vólna egy szegény Legénynek.); határbéli földgye 2 fordúlóra van osztva, földgyei jól termők, réttyei tsekéllyek, legelője alkalmatos, pénzt szereznek gabonából, és fuharozásból."
Fényes Elek szerint " Szemeth, magyar falu, Poson vmegyében, Dienesdihez 1 fertálynyira, az öreg Dunának egy ága mellett. Számlál 457 kath., 9 evang. lak. Rétje, erdeje jó; sok káposztát, muhart, termeszt. F. u. az eberhardi uradalom. Ut. p. Somorja. (Posonon át)."
Pozsony vármegye monográfiája szerint "Szemet, felsőcsallóközi magyar kisközség, 86 házzal és 419, legnagyobb részben róm. kath. vallású lakossal. Először 1288-ban merűl föl. 1336-ban Guthori János a pozsonyi káptalan előtt tiltakozik az ellen, hogy Bazini Sebus mester az ő birtokát elidegeníthesse. Ugyanekkor egy része pozsonyi várbirtok és Királyi Szemet néven említik. Ezt a részt Nagy Lajos király a hozzátartozó Kenche, Sikus és Nagyerdő szigetekkel Jakus pozsonyi bírónak adományozta. Egy 1356-iki okiratban Udvarnok-Szemeth néven is említve van, a mikor a királyi udvarnokok lakóhelye volt. Úgy látszik, hogy Guthori János tiltakozása mit sem használt, mert a helység idegen kézre jutott. 1420-ban a Szentgyörgyi és Bazini grófok birtoka, de ezeknek a részét utóbb a Serédy és a Mérey családok kapják. 1435-ben már a Fraknói grófokat is itt találjuk, kik azonban részüket Molnári Kelemen győri püspöknek adják el. 1553-ban Serédy Gáspárnak 5, Mérey Mihálynak meg 6 portája adózik. 1647-ben a Kerekes család birtoka és Éberhard tartozéka, később pedig az Apponyiaké lett. Hajdan német község volt, mely azonban megmagyarosodott. Az egyik dűlőjét Várhelynek nevezik és azt tartják róla, hogy ott hajdan a fehérbarátok kolostora volt. A mult század végén e helyen nagymennyiségű téglára bukkantak. 1864-ben majdnem az egész község leégett. Ősi kis temploma gótikus és részletei után ítélve, a XIV. századból valónak látszik. Az egyik mellékoltáron lévő képcsoport, mely Keresztelő Szent János életét ábrázolja, 1677-ből való. A községnek postája és vasútja Misérd, távírója pedig Somorja."
A trianoni békeszerződésig Pozsony vármegye Somorjai járásához tartozott. 1938 és 1945 között újra Magyarország része volt. Mai szlovák nevét 1948-ban kapta, és állítólag Kalinka Joakim, rózsahegyi születésű szlovák származású ágostai evangélikus püspökről lett elnevezve.
A második világháború után (1945 május 8.) a község megint Csehszlovákia részévé vált. Az addig magyar ajkú faluba 1945-ben az év végéig 10 szlovák család érkezett Vágbeszterce környékéről és a Kiszucai régióból, de ezek többsége idővel elköltözött máshová, és csak három család maradt Szemeten. A következő évben 1946 november 19.-én az elsők között Szemetről 38 magyar családot (164 szemeti lakost) kényszermunkára deportáltak Csehországba megfosztva polgári joguktól a Benes-dekrétumok alapján. A helyükre 20 szlovák család települt Romániából. A Szemetieket a Jičín-i járásbeli falvakban telepítették le Dětenice kisváros közelében: Dětenice, Kopidlno, Libáň, Rožďalovice, Košík falvakban, és a környékbeli majorokra: Češov, Psinice u Libána, majer Filipín, Nový Dvůr, Osenice és Hasina. A családok csak 1949 tavaszán (márciusban) mehettek vissza Csallóközbe. A többi szemeti magyar gazda családot 1947-ben a Csehszlovák és a Magyar állam közti lakosságcsere egyezmény alapján telepítették Magyarország déli részébe, Mohács környékére: Csávoly, Nagynyárád és Majs községekbe.

## Népessége
| Év:            | 1994. | 2004.    | 2014.    | 2024.    |
| -------------- | ----- | -------- | -------- | -------- |
| Emberek száma: | 849   | 957      | 1278     | 1564     |
| Eltérés:       |       | +12,72 % | +33,54 % | +22,37 % |

| Év:            | 2023. | 2024.   |
| -------------- | ----- | ------- |
| Emberek száma: | 1530  | 1564    |
| Eltérés:       |       | +2,22 % |

1880-ban 469 lakosából 419 magyar, 18 német anyanyelvű és 32 csecsemő volt. Ebből 457 római katolikus és 12 zsidó vallású volt.
1890-ben 471 lakosából 456 magyar és 5 szlovák anyanyelvű volt.
1900-ban 419 lakosából 410 magyar és 4 szlovák anyanyelvű volt.
1910-ben 480 lakosából 469 magyar, 9 szlovák és 2 német anyanyelvű volt.
1921-ben 465 lakosábó 463 magyar, 1 cseh-szlovák és 1 német anyanyelvű volt. Ebből 462 római katolikus és 3 zsidó felekezetű volt.
1930-ban 509 lakosából 508 magyar és 1 csehszlovák volt.
1941-ben 547 lakosa mind magyar volt.
1970-ben 725 lakosából 369 magyar és 349 szlovák volt.
1980-ban 844 lakosából 371 magyar és 467 szlovák volt.
1991-ben 849 lakosából 370 magyar és 474 szlovák volt.
2001-ben 890 lakosából 556 szlovák és 330 magyar volt.
2011-ben 1170 lakosából 849 szlovák, 296 magyar, 6 cseh, 4 orosz, 1-1 cigány és morva, 5 egyéb és 8 ismeretlen nemzetiségű volt.
2021-ben 1467 lakosából 262 magyar, 1149 szlovák, 28 egyéb és 28 ismeretlen nemzetiségű volt.

## Nevezetességei

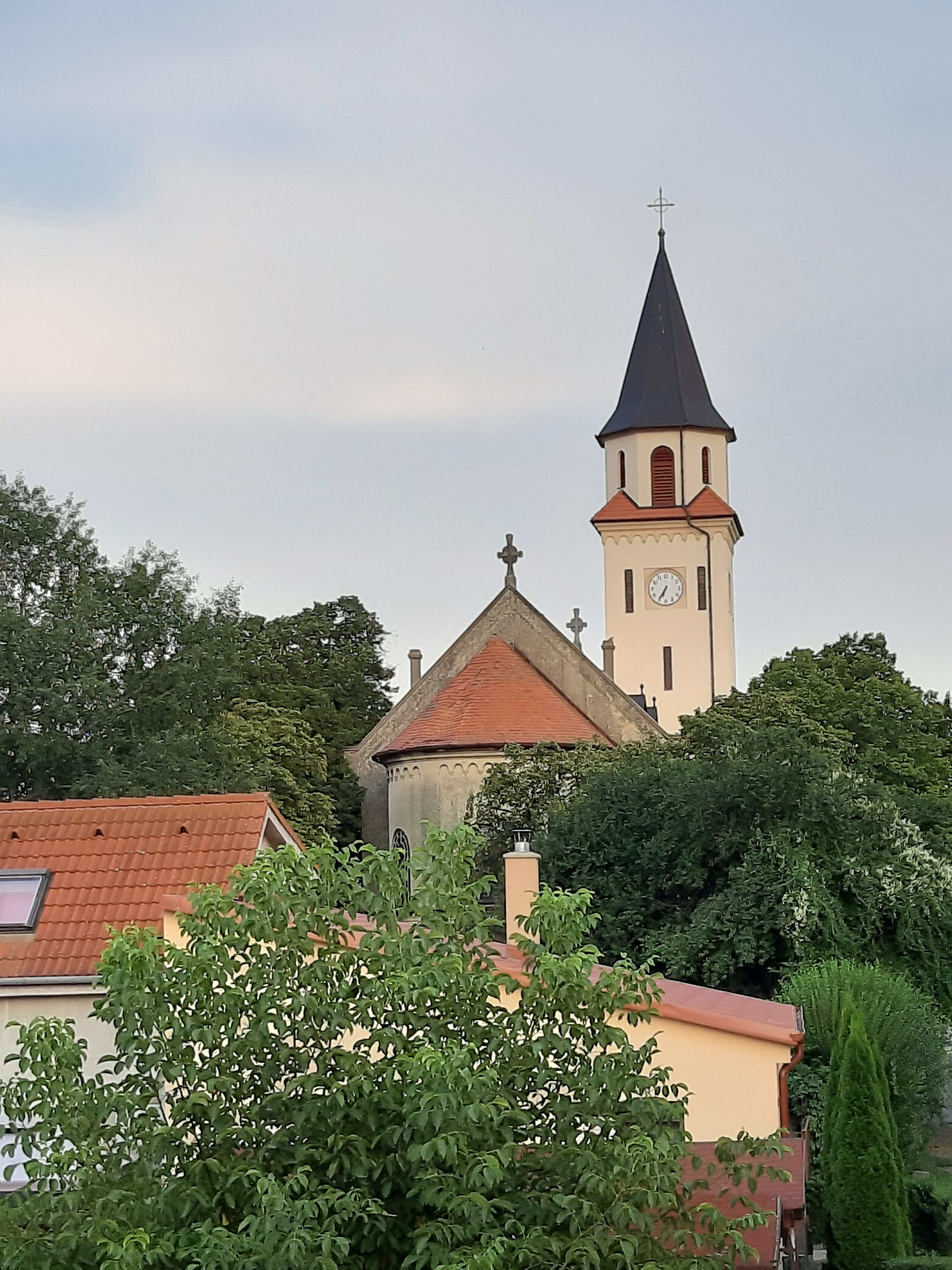
A szemeti Szent Ferenc templom.

- A szemeti Szent Ferenc templom.Assisi Szent Ferenc tiszteletére szentelt római katolikus temploma 1929 -1930-ban épült.

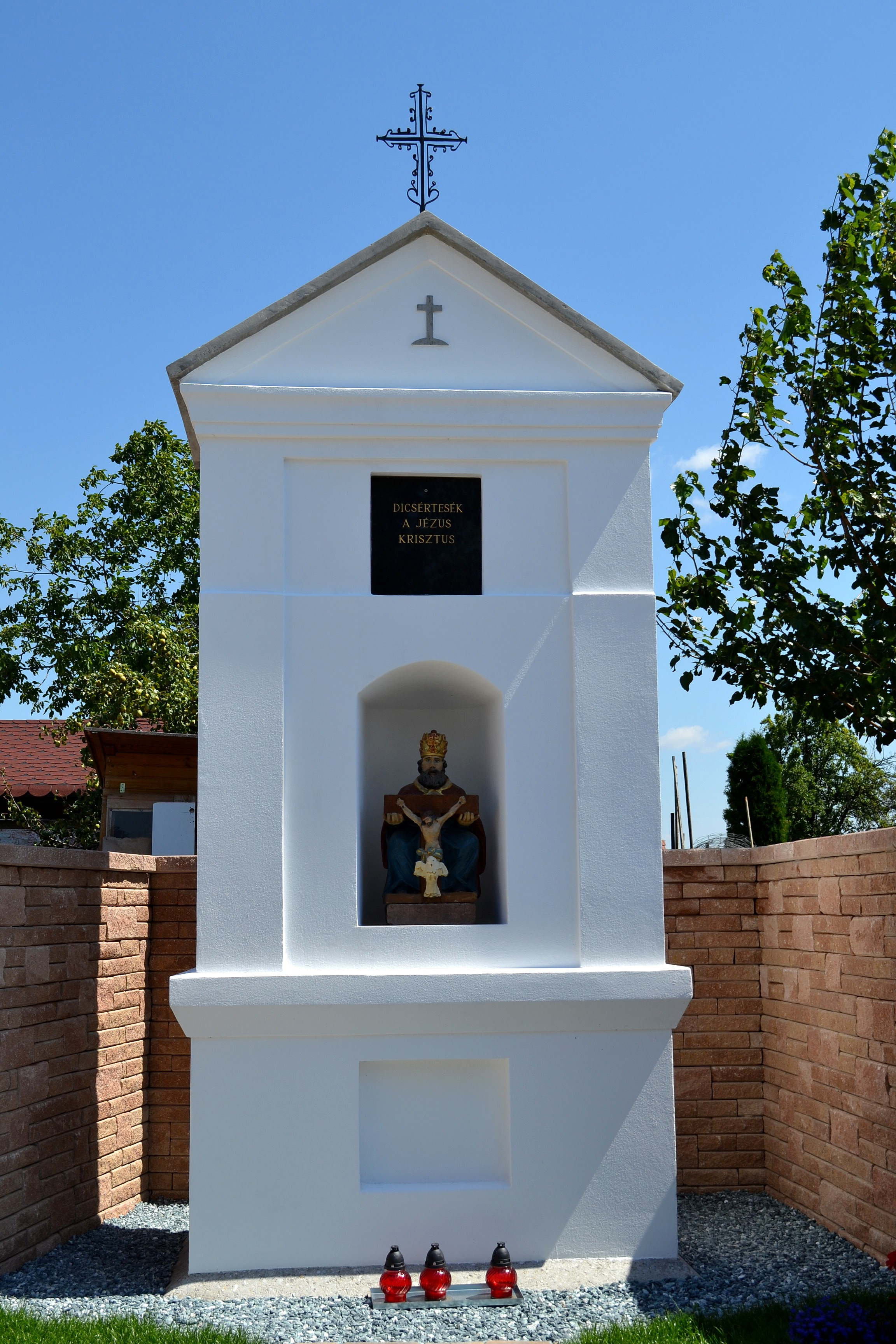
A Szentháromság tiszteletére épült útszéli kápolna Szemeten (19. század közepe)

- A Szentháromság tiszteletére épült útszéli kápolna Szemeten (19. század közepe)A Temető-utcai útszéli Szentháromság kápolna (képoszlop) a 19. század közepéből.

## Híres személyek
- Itt született 1852-ben Burián János szótáríró, akiről 2016-ban Szemeten egy utcát is elneveztek.[10]
- Innét származott Szemes Béla cukrász, pékmester a Szlovákiai Pékek és Cukrászok Céhének elnöke[11]